# 法布爾龍屬
法布爾龍屬（學名：Fabrosaurus）是原始鳥臀目恐龍的一屬，是種草食性恐龍，生存於侏羅紀早期（海塔其階至錫內穆階）的非洲南部，距今約1億9900萬至1億8900萬年前。由於牠的化石只有一根部份的下頜骨頭，與三根牙齒，所以法布爾龍的狀態是疑名，而且有可能就是萊索托龍。
法布爾龍的身長約有1米長，高度約0.3米高，體重約15公斤。從這麼少的化石不能推測出更多的資料。牠是由古生物學家金茲堡（Leonard Ginsburg）於1964年命名的。模式種是南方法布爾龍（F. australis），屬名是為紀念尚-亨利·法布爾（Jean-Henri Fabre），種名則是以發現地的非洲南部萊索托命名的。

## 外部連結
- 恐龍博物館——法布爾龍
- Fabrosaurus in The Dinosaur Encyclopaedia （页面存档备份，存于） at Dino Russ' Lair